# گل مغربی (سرده)
گُل مغربی یا علف خر (Oenothera) سرده‌ای است علفی از گل‌مغربیان با حدود ۱۲۵ گونه که برخی یک‌ساله و برخی دوساله و برخی دیگر چندساله هستند و بومی آمریکای شمالی و جنوبی به شمار می‌آیند. این گیاه با برگ‌های بیضی شکل و گل‌های سفید و زرد حدود ۴۰ تا ۶۰ سانتی‌متر طول دارد.